# 波茲南火車總站
波茲南火車總站（波蘭語：Poznań Główny）是波蘭第五大城市——大波蘭省省會波茲南最主要的火車站。波茲南火車總站在2011年進行了大規模現代化改造，以適應2012年歐洲國家盃的需求。
在2019年的統計中，波茲南火車總站的旅客人次排名為全波蘭第一位，當年有2,260萬人次利用。

## 外部連結
- 维基共享资源上的相關多媒體資源：波茲南火車總站